# Giro di Toscana 1924
Il Giro di Toscana 1924, seconda edizione della corsa, si svolse il 13 luglio 1924 su un percorso di 330 km. La vittoria fu appannaggio dell'italiano Costante Girardengo, che completò il percorso in 14h10'30", precedendo i connazionali Pietro Linari e Michele Gordini.
I corridori che presero il via da Firenze furono 18, mentre coloro che tagliarono il medesimo traguardo furono 12.

## Ordine d'arrivo (Top 10)
| Pos. | Corridore           | Squadra         | Tempo     |
| ---- | ------------------- | --------------- | --------- |
| 1    | Costante Girardengo | Maino           | 14h10'30" |
| 2    | Pietro Linari       | Legnano-Pirelli | a 8'00"   |
| 3    | Michele Gordini     | Ganna           | s.t.      |
| 4    | Camillo Arduino     | Maino           | a 13'30"  |
| 5    | Guido Messeri       | -               | a 19'00"  |
| 6    | Angelo Marchi       | -               | a 26'30"  |
| 7    | Federico Gay        | Alcyon-Dunlop   | a 35'30"  |
| 8    | Gino Balestieri     | -               | s.t.      |
| 9    | Enea Dal Fiume      | -               | s.t.      |
| 10   | Pietro Bestetti     | Maino           | a 46'20"  |